# 28415 Yingxiong
28415 Yingxiong è un asteroide della fascia principale. Scoperto nel 1999, presenta un'orbita caratterizzata da un semiasse maggiore pari a 2,6328772 UA e da un'eccentricità di 0,1015897, inclinata di 5,30854° rispetto all'eclittica.